# Heinrich Leberecht Fleischer
Heinrich Leberecht Fleischer (Bad Schandau, 21 febbraio 1801 – Lipsia, 10 febbraio 1888) è stato un arabista e orientalista tedesco.

## Biografia
Nato in Sassonia, tra il 1819 e il 1824 studia teologia e lingue orientali a Lipsia, e successivamente arabo, turco e persiano a Parigi. Dal 1831 al 1836 insegnò a Dresda, dopodiché fu nominato professore di lingue orientali all'Università di Lipsia, e conserverà la cattedra fino alla morte, nonostante numerose offerte provenienti da San Pietroburgo e Berlino.
Oltre a essere uno degli otto membri stranieri della Académie des inscriptions et belles-lettres, Fleischer faceva parte di numerose società scientifiche tedesche ed estere, ed ottenne lauree ad honorem dalle Università di Königsberg, Praga, San Pietroburgo, Dorpat ed Edimburgo.

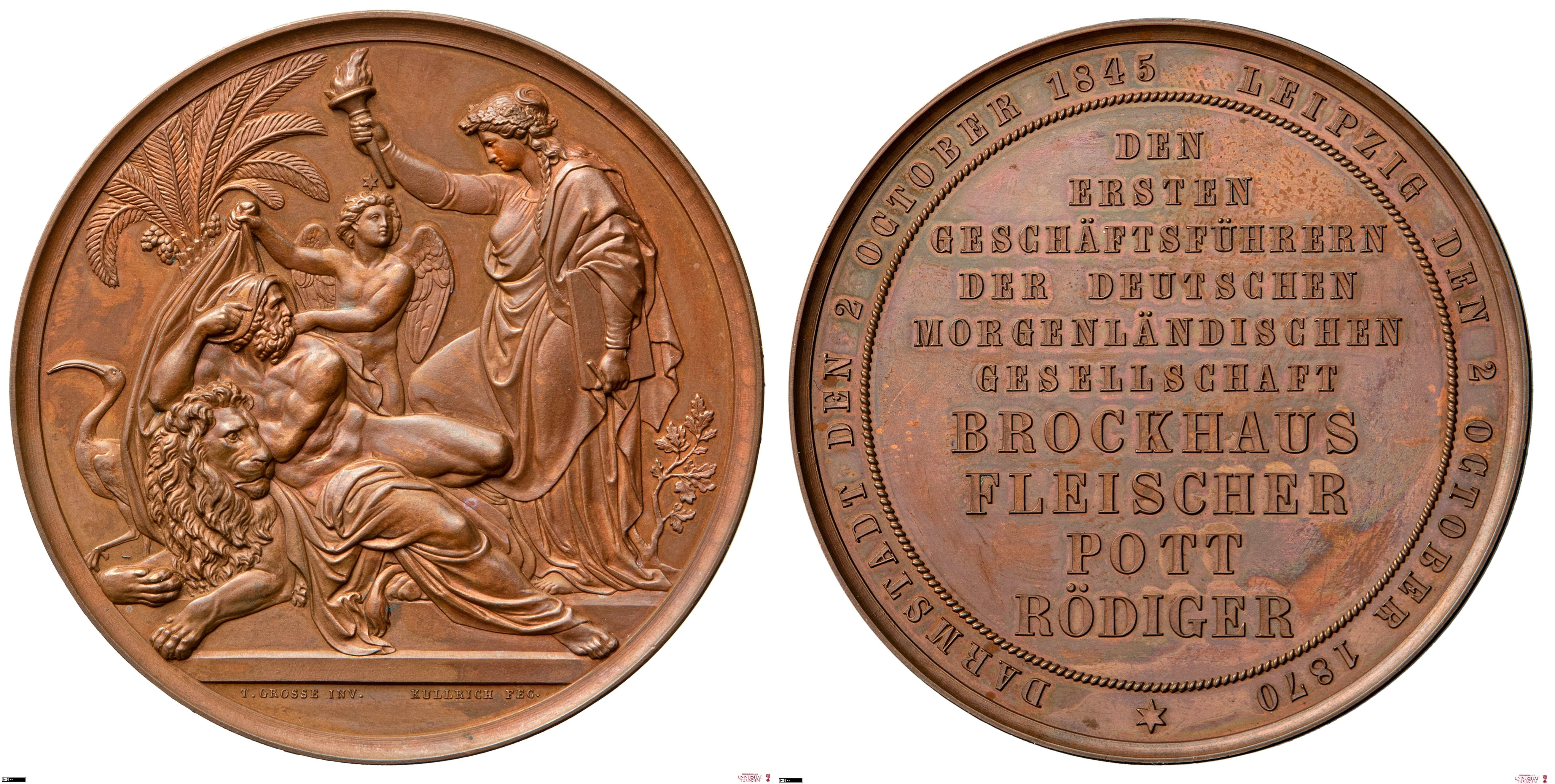
Medaglia Brockhaus, Fleischer, Pott, Roediger 1870

Nel 1870 gli fu dedicata una medaglia (unitamente a Hermann Brockhaus, August Friedrich Pott ed Emil Rödiger) in occasione del 25º anniversario della fondazione della Deutsche Morgenländische Gesellschaft.